# Vimpeli
Vimpeli este o comună din Finlanda.